# Kimberley Bos
Kimberley Bos (Ede, 7 de octubre de 1993) es una deportista neerlandesa que compite en skeleton.
Participó en dos Juegos Olímpicos de Invierno, obteniendo una medalla de bronce en Pekín 2022 y el octavo lugar en Pyeongchang 2018.
Ganó dos medallas en el Campeonato Mundial de Bobsleigh y Skeleton, en los años 2023 y 2025, y dos medallas en el Campeonato Europeo de Skeleton, en los años 2022 y 2025.

## Palmarés internacional
| Juegos Olímpicos   | Juegos Olímpicos             | Juegos Olímpicos  | Juegos Olímpicos |
| Año                | Lugar                        | Medalla           | Prueba           |
| ------------------ | ---------------------------- | ----------------- | ---------------- |
| 2022               | Pekín (China)                | Medalla de bronce | Individual       |
| Campeonato Mundial |                              |                   |                  |
| Año                | Lugar                        | Medalla           | Prueba           |
| 2023               | Sankt Moritz (Suiza)         | Medalla de plata  | Individual       |
| 2025               | Lake Placid (Estados Unidos) | Medalla de oro    | Individual       |
| Campeonato Europeo |                              |                   |                  |
| Año                | Lugar                        | Medalla           | Prueba           |
| 2022               | Sankt Moritz (Suiza)         | Medalla de oro    | Individual       |
| 2025               | Lillehammer (Noruega)        | Medalla de plata  | Individual       |